# Миляч
Миляч (укр. Миляч) — село, центр Милячского сельского совета Сарненского района Ровненской области Украины.
Население по переписи 2017 года составляло 1051 человека. Почтовый индекс — 34133. Телефонный код — 3658. Код КОАТУУ — 5621885001.

## Местный совет
34133, Ровненская обл., Сарненский р-н, с. Миляч, ул. Василевского.